# Hemeroblemma
Hemeroblemma is een geslacht van vlinders van de familie spinneruilen (Erebidae).

## Soorten
- H. acron Cramer, 1779
- H. apistis Plötz, 1880
- H. brevistriga Walker, 1863
- H. cariosa Lucas, 1905
- H. circe Guenée, 1852
- H. clarilinea Mabille, 1899
- H. conficita Walker, 1865
- H. decisa Walker, 1869
- H. divulgata Walker, 1865
- H. dolon Cramer, 1777
- H. dolosa Hübner, 1827
- H. dolosina Draudt & Gaede, 1940
- H. hampsoni Feige, 1976
- H. helima Stoll, 1780
- H. inficita Walker, 1865
- H. intracta Walker, 1858
- H. junctilinea Mabille, 1899
- H. leontia Stoll, 1790
- H. lumma Plötz, 1880
- H. malitiosa Guenée, 1852
- H. mexicana Guenée, 1852
- H. moniliaris Guenée, 1852
- H. nocticoelum Feige

- H. numeria Drury, 1770
- H. ochrolinea Guenée, 1852
- H. opigena Drury, 1773
- H. orcus Feige, 1971
- H. parana Guenée, 1852
- H. penicilligera Strand, 1920
- H. posterior Walker, 1858
- H. punctulata Pagenstecher, 1886
- H. rengus Poey, 1832
- H. renipunctum Berio, 1976
- H. scolopacea Cramer, 1777
- H. schausiana Dognin, 1912
- H. soluta Walker, 1865
- H. staccata Guenée, 1852
- H. stiva Schaus, 1912
- H. tigris Berio, 1976